# Deksloof
Een deksloof is een horizontale balk als afdekking van een verticale wand, meestal een grondkerende constructie.
Een veelgebruikte constructie om grond te kunnen keren is de damwand, van staal, beton of hout. Om deze af te werken wordt een deksloof toegepast. In de meeste gevallen zal deze van beton zijn. Bij kleinere constructies zoals een beschoeiing kan dit ook staal, hout of gerecycled kunststof zijn. Naast het afwerken en het verfraaien van het uiterlijk dient de deksloof ook om een betere krachtverdeling in de verticale wand te krijgen.
Door het toepassen van een deksloof werken meerdere constructieonderdelen met elkaar samen zodat vervormingen worden voorkomen. 

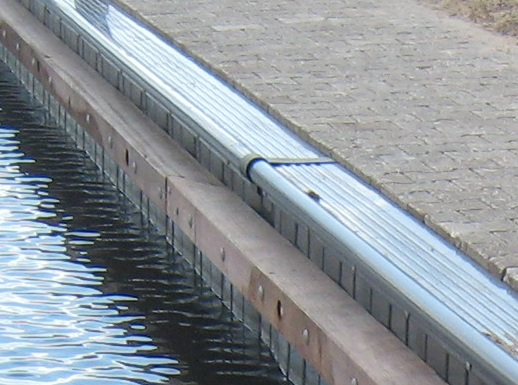
Kunststof deksloof.jpg